# Ray Neufeld
Raymond Matthew „Ray“ Neufeld (* 15. April 1959 in Saint-Boniface, Manitoba) ist ein ehemaliger kanadischer Eishockeyspieler, der im Verlauf seiner aktiven Karriere zwischen 1976 und 1990 unter anderem 623 Spiele für die Hartford Whalers, Winnipeg Jets und Boston Bruins in der National Hockey League (NHL) auf der Position des rechten Flügelstürmers bestritten hat.

## Karriere
Neufeld begann seine Karriere als Eishockeyspieler in der kanadischen Juniorenliga Western Hockey League (WHL), in der er von 1976 bis 1979 für die Flin Flon Bombers und deren Nachfolgeteam Edmonton Oil Kings aktiv war. Anschließend wurde er im NHL Entry Draft 1979 in der vierten Runde als insgesamt 81. Spieler von den Hartford Whalers aus der National Hockey League (NHL) ausgewählt.
Für die Whalers gab er in der Saison 1979/80 sein Debüt in der NHL. In seinem Rookiejahr erzielte der Angreifer in insgesamt zehn Spielen zwei Tore für die Whalers, bevor er am 21. November 1985 im Tausch für Dave Babych an die Winnipeg Jets abgegeben wurde. Nach drei Jahren, in denen er einen Stammplatz bei den Kanadiern hatte, transferierten diese ihn am 30. Dezember 1988 für Moe Lemay zu den Boston Bruins. Bei den Bruins stand er bis zum Ende seiner aktiven Laufbahn 1990 auf dem Eis, wobei er in der Saison 1989/90 nur noch eine Partie in der NHL für die Bruins bestritt. Stattdessen spielte er für deren Farmteam, die Maine Mariners, in der American Hockey League (AHL), wo er in 76 Spielen 56 Scorerpunkte erzielte.

## Karrierestatistik
(Legende zur Spielerstatistik: Sp oder GP = absolvierte Spiele; T oder G = erzielte Tore; V oder A = erzielte Assists; Pkt oder Pts = erzielte Scorerpunkte; SM oder PIM = erhaltene Strafminuten; +/− = Plus/Minus-Bilanz; PP = erzielte Überzahltore; SH = erzielte Unterzahltore; GW = erzielte Siegtore; 1 Play-downs/Relegation; Kursiv: Statistik nicht vollständig)